# Reinhold Häussermann
Reinhold Häussermann (10 de febrero de 1884 - 4 de abril de 1947) fue un actor teatral y cinematográfico austriaco de origen alemán.

## Biografía
Nacido en Stuttgart, Alemania, Reinhold Häussermann inició su carrera teatral a los 18 años de edad. En 1902 actuó por vez primera, en un teatro de Ulm, y en 1903 trabajó en un teatro en lengua francesa en Mulhouse. En los años siguientes actuó en diferentes teatros de Krefeld, Erfurt y Hannover. Entre 1912 y 1914 estuvo en el Berliner Lustspielhaus y, con el apoyo del actor austriaco Hugo Thimig, en 1915 ingresó en el Burgtheater de Viena.
Además de trabajar en el teatro, Häussermann fue una figura interesante para los directores del nuevo arte cinematográfico. Así, en 1919 actuó frente a la cámara en la comedia Seine Durchlaucht der Landstreicher, acompañado del posterior ganador de un Premio Oscar Joseph Schildkraut. En 1924 participó en la película Die Sklavenkönigin, dirigida por Michael Curtiz. Hasta el año 1940 actuó en un total de 21 producciones cinematográficas, la mayor parte de las mismas austriacas, apareciendo ante la cámara por última vez en Der Postmeister, film protagonizado por Heinrich George.
En 1947, a los 63 años de edad, poco antes de su muerte, fue nombrado Kammerschauspieler. Häussermann falleció en Viena, Austria, en el año 1947. 
Su hijo fue el actor y director Ernst Haeusserman, el cual estuvo casado con la actriz Susi Nicoletti.

## Filmografía (selección)
- 1924 : Die Sklavenkönigin
- 1924 : Ssanin
- 1933 : Wenn du jung bist, gehört dir die Welt
- 1935 : Der Himmel auf Erden
- 1936 : Konfetti
- 1939 : Ich bin Sebastian Ott
- 1939 : Mutterliebe
- 1940 : Der Postmeister